# Frank Malina

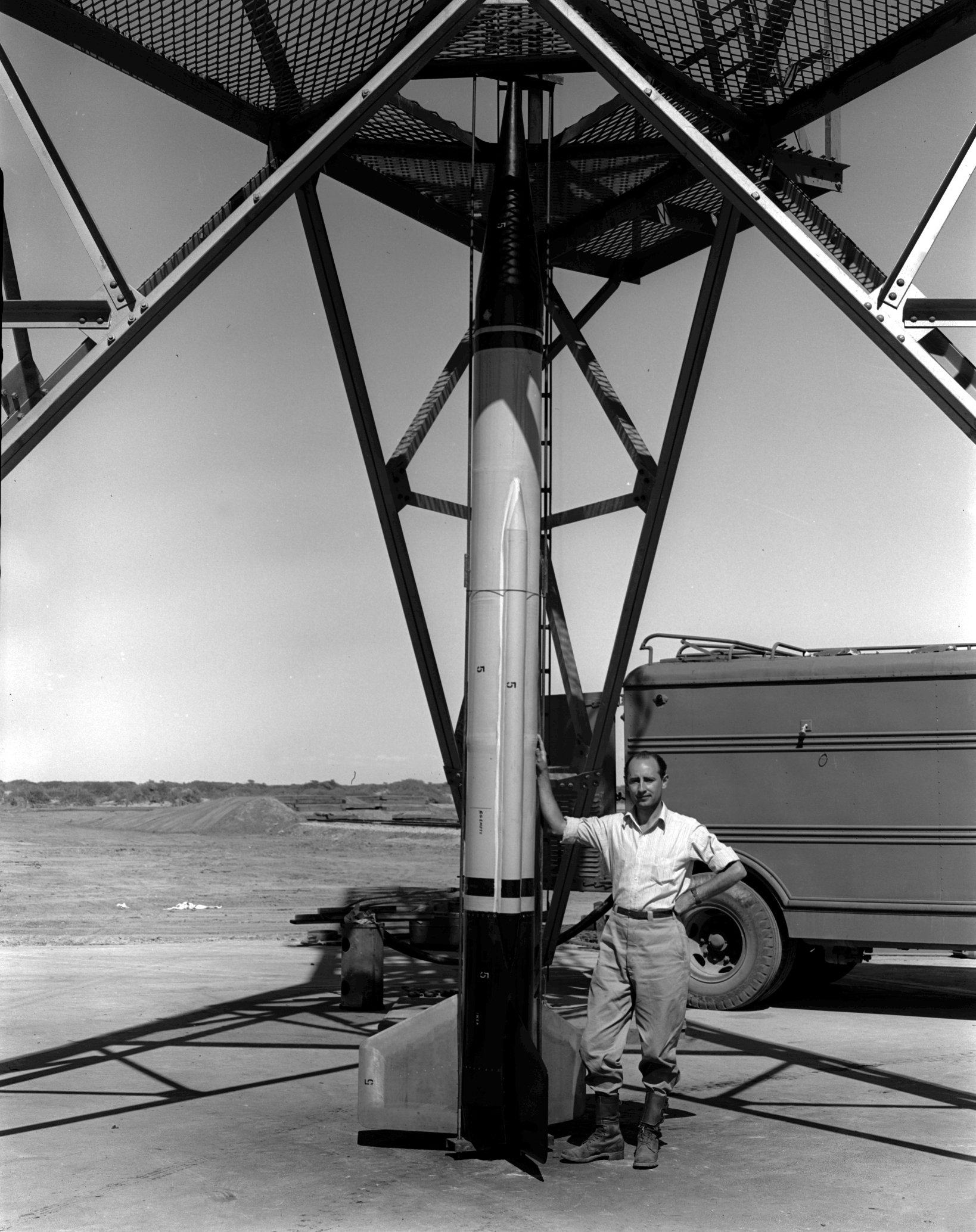
Frank Malina neben der WAC Corporal

Frank Joseph Malina (* 2. Oktober 1912 in Brenham, Texas; † 9. November 1981 in Boulogne-Billancourt, Frankreich) war ein amerikanischer Raketeningenieur.

## Werdegang
Als Doktorand von Theodore von Kármán war er leitend an der Entwicklung der ersten amerikanischen Höhenforschungsrakete WAC Corporal beteiligt. Zusammen mit Theodore von Kármán baute er das Jet Propulsion Laboratory (JPL) auf. Ebenfalls mit von Kármán und anderen war er Mitbegründer des Herstellers von Raketentriebwerken Aerojet.
Nach seiner ersten Karriere als Raketeningenieur startete er eine zweite bei der UNESCO und wurde dort Abteilungsleiter.
Während der McCarthy-Ära geriet er wegen seiner Kontakte zu kommunistischen Kreisen in das Visier des FBI und wurde aus der UNESCO gedrängt.
Das FBI, welches durch Informanten innerhalb der UNESCO über Malina auf dem Laufenden gehalten wurde, informierte auch das Außenministerium der Vereinigten Staaten  über seine Aktivitäten. Auch weigerte Malina sich, unter Berufung auf den 5. Verfassungszusatz, bei einem Interview durch das FBI im amerikanischen Konsulat Aussagen über seinen Kollegen Qian Xuesen zu machen. Das führte dazu, dass die US-Botschaft sich weigerte seinen Reisepass zu erneuern mit der Begründung, dass weiteres Reisen seinerseits nicht im besten Interesse der USA seien. Weil er somit in Frankreich festsass startete er eine dritte Karriere als Künstler und stellte Skulpturen und Collagen her.

## Publikationen
Frank J. Malina "Characteristics of the rocket motor and flight analyses of the sounding rocket." PhD-Thesis, California Institute of Technology, Pasadena, 1940. 

## Auszeichnungen
- 1939 Prix international d'astronautique (REP-Hirsch-Preis) der Société astronomique de France